# Bataille de Long Tan
 (juillet 2018).
Si vous disposez d'ouvrages ou d'articles de référence ou si vous connaissez des sites web de qualité traitant du thème abordé ici, merci de compléter l'article en donnant les références utiles à sa vérifiabilité et en les liant à la section « Notes et références ».
Guerre du Viêt Nam
Batailles
La bataille de Long Tan est une bataille de la guerre du Viêt Nam.
Il s'agit d'un combat au Sud Vietnam où la compagnie d'infanterie D, 6e bataillon, du Régiment australien royale, de l'armée australienne appuyée par de l'artillerie australienne, néo-zélandaise et américaine déployées au Sud Vietnam a infligé un lourde défaite au Viêt Cong.

## Culture populaire
Le film australien Danger Close (en) réalisé en 2019 par Kriv Stenders avec l'acteur Travis Fimmel porte sur cette bataille.